# ТЕС-3
ТЕС-3 — транспортабельна атомна електростанція, перевозиться на чотирьох самохідних гусеничних шасі, створених на базі важкого танку Т-10. ТЕС-3 була розроблена в Лабораторії 'В' (Фізико-енергетичному інституті Обнінська). Шасі (Об’єкт 27) було розроблено в ОКБ Кіровського заводу шляхом подовження шасі танку Т-10 (і, відповідно, збільшенням числа опорних котків до 10) і збільшення ширини гусениць для зберігання питомого тиску на ґрунт в необхідних межах.
Теплова потужність двоконтурного гетерогенного водо-водяного реактора, встановленого на двох самоходах — 8,8 МВт (електрична, з генераторів — 1,5 МВт). На двох інших самохідних установках розташувались турбіни, генератор і решта обладнання.
Крім використання гусеничного шасі, також була можливість транспортування електростанції на залізничних платформах.
ТЕС-3 походив дослідну експлуатацію з 1961 року. Пізніше програма була згорнута.
У 80-х роках подальший розвиток ідея транспортабельних крупноблочних атомних електростанцій невеликої потужності отримала у вигляді ТЕС-7 і ТЕС-8.